# Nipponosialis jezoensis
Nipponosialis jezoensis is een insect uit de familie Sialidae, die tot de orde grootvleugeligen (Megaloptera) behoort. De soort komt voor in Japan en Rusland.